# Lisa de la Motte
Lisa de la Motte (sinh ngày 16 tháng 4 năm 1985) là một cựu vận động viên bơi lội Swazi, chuyên về các nội dung bơi bướm. De la Motte đã thi đấu cho Swaziland ở nội dung 100 m bơi bướm nữ tại Thế vận hội Mùa hè 2000 ở Sydney. Cô đã nhận được một vé từ FINA, theo chương trình Đại học, trong thời gian nhập cảnh là 1: 08,86. Cô đã tham gia nhiệt đấu với hai vận động viên bơi lội khác Angela Galea của Malta và Tracy Ann Route of Micronesia. Đến từ vị trí thứ hai ở lượt cuối cùng, cô đã vượt qua Galea trên đoạn đường cuối cùng để nhặt hạt giống hàng đầu trong hồ sơ Swazi là 1: 06,70. Chiến thắng không mệt mỏi của De la Motte là không đủ để đưa cô vào bán kết, khi cô xếp thứ 45 chung cuộc vào ngày đầu tiên của màn dạo đầu.